# كاني بزمكة (نمة شير)
کاني بزمکة (بالفارسية: کانی پزمکه) هي قرية تقع في إيران في قسم نمة شیر الريفي. يقدر عدد سكانها بـ 71 نسمة بحسب إحصاء 2016.